# Liste der Naturdenkmale in Reinhardshagen
Die Liste der Naturdenkmale in Reinhardshagen nennt die auf dem Gebiet der Gemeinde Reinhardshagen im Landkreis Kassel in Hessen gelegenen Naturdenkmale. Dies sind gegenwärtig 3 Bäume.

## Bäume
| Bild                          | Bezeichnung               | Ortsteil, Lage                              | Beschreibung | Art                | Nr.      |
| ----------------------------- | ------------------------- | ------------------------------------------- | --- | ------------------ | -------- |
| mehr Fotos \| Fotos hochladen | 1 Eiche „Befreiungseiche“ | Veckerhagen 51° 29′ 52,7″ N, 9° 36′ 2,2″ O  | Stieleiche am nördlichen Ortsrand von Veckerhagen. Standort ist eine Gewerbebrache (abgerissenes Sägewerk), direkt westlich neben der B 80, der Karlshafener Straße. Dort steht der Baum auf einem kleinen Restgrün, der Asphalt einer Erschließungsstraße reicht bis an die Wurzel. Ein in 3 m Höhe angebrachtes Schild deklariert den Baum zur „Horst Kröhnert Eiche“, dies war der ehemalige Betriebsleiter des Sägewerks. Stammumfang: 4,00 m (2005: 3,60 m) Höhe: 19 m Pflanzjahr: ca. 1875 OSM-Link zur Kartendarstellung: Eiche in Veckerhagen | Quercus robur      | 6.33.641 |
| mehr Fotos \| Fotos hochladen | 1 Linde                   | Veckerhagen 51° 31′ 29,4″ N, 9° 35′ 31,7″ O | Sommerlinde ca. 3 km nördlich des Ortsrandes von Veckerhagen. Der beeindruckende Baum steht an der Schleife der Weser, am Waldrand direkt nördlich neben der B 80 und dem begleitenden Weserradweg. Die Krone der Linde ist durch Seile gesichert. Stammumfang: 5,80 m (Taille 5,50 m) Höhe: 24 m Pflanzjahr: ca. 1805 OSM-Link zur Kartendarstellung: Linde nördlich von Veckerhagen | Tilia platyphyllos | 6.33.642 |
| mehr Fotos \| Fotos hochladen | 1 Esche                   | Vaake 51° 28′ 49,5″ N, 9° 36′ 21,6″ O       | Gemeine Esche am westlichen Ortsrand von Vaake. Der Baum steht auf einer Wiese am Villaweg. Stammumfang: 3,25 m (2005: 3,10 m) Höhe: 19 m Pflanzjahr: ca. 1915 OSM-Link zur Kartendarstellung: Esche am Ortsrand von Vaake | Fraxinus excelsior | 6.33.643 |

## Belege
1. ↑  Nach dem amtlichen Kataster der Unteren Naturschutzbehörde des Landkreises Kassel und vor Ort Recherche im Mai 2017.
2. ↑  Messung 2017-05-25 in h=1,30 m
3. 1 2 3  Angaben zu Stammumfang 2005, Höhe und Pflanzjahr nach Rüdiger Germeroth, Horst Koenies, Reiner Kunz: Natürliches Kulturgut - Vergangenheit und Zukunft der Naturdenkmale im Landkreis Kassel, Herausgeber: Kreisausschuss des Landkreises Kassel, Untere Naturschutzbehörde, Wolfhagen, 2005, Anhang "Bäume" S. 186 ff. Das Pflanzjahr wurde über das dort geschätzte Alter und das Erscheinungsjahr (2005) der Publikation zurückgerechnet.
4. ↑  Messung 2017-05-25 in h=1,30 m
5. ↑  Messung 2017-05-25 in h=1,30 m

- Karte mit allen Koordinaten:
- OSM |
- WikiMap